# 磯分内駅
磯分内駅（いそぶんないえき）は、北海道川上郡標茶町字熊牛原野にある北海道旅客鉄道（JR北海道）釧網本線の駅である。駅番号はB62。事務管理コードは▲111607。

## 歴史

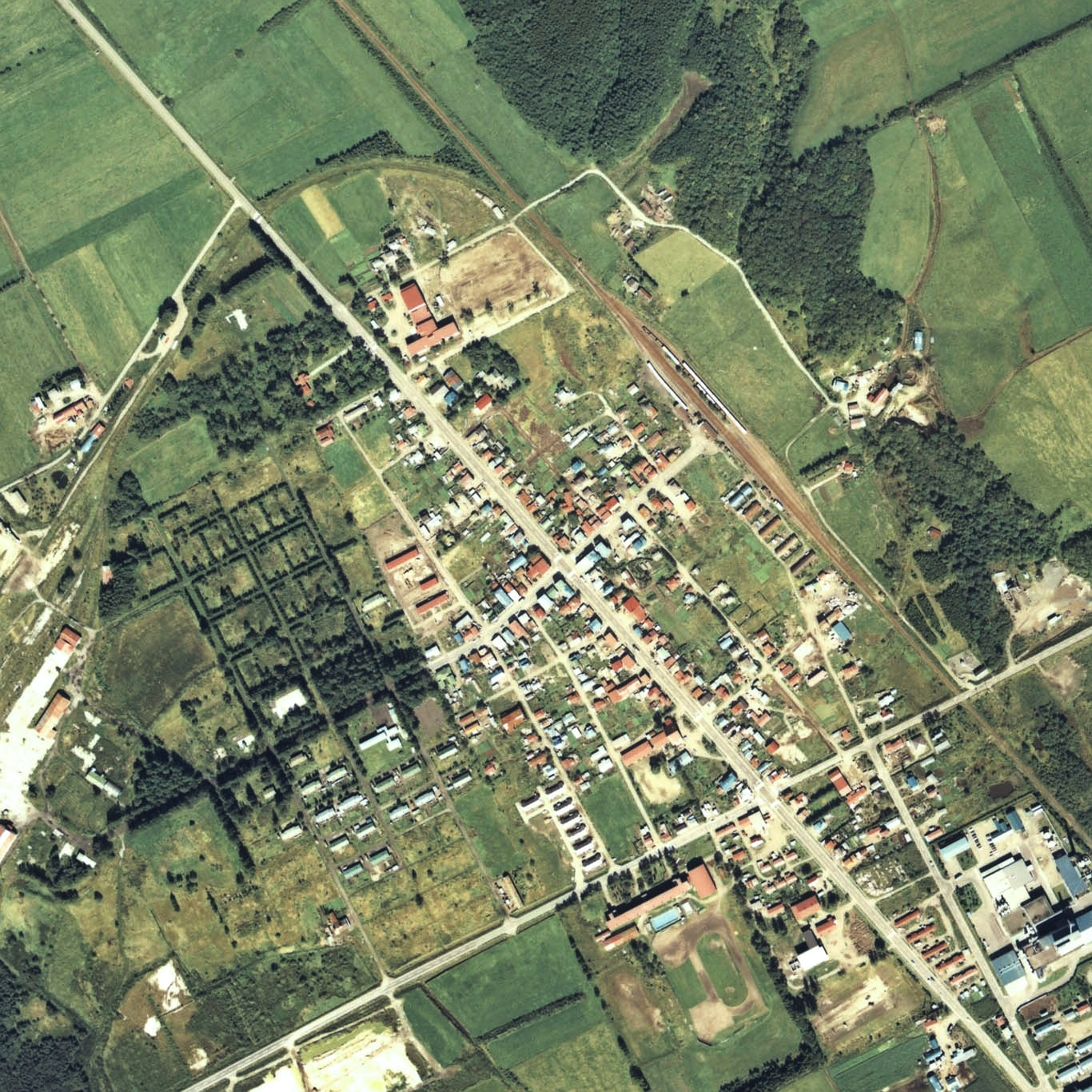
1977年の磯分内駅と周囲約1km範囲。上が網走方面。左へ大きくカーブを描いている軌道跡は、左端に見える1969年まで操業していた日本甜菜製糖磯分内工場へ向かっていた専用線の軌道跡。右下に雪印乳業磯分内工場がある。相対式ホーム2面2線と駅裏に副本線や側線が3本、駅舎横網走側の貨物ホームへ引込み線が2本あり、雪印向けと思われる白い冷蔵車が沢山見える。
この後、貨物荷物扱い廃止と伴に貨物線は全て撤去され、本線も駅舎ホーム側へ棒線化されたが、かつての貨物ホームへの引込み線の内1本は、保線車両用に残されている。

- 1929年（昭和4年）8月15日：鉄道省釧網本線標茶駅 - 弟子屈駅（→摩周駅）間開業にともない開業[3]。一般駅[1]。
- 1936年（昭和11年）12月1日：北海道製糖磯分内工場操業開始に伴い専用側線（磯分内駅-工場間）総延長6.495km使用開始[4][5][注釈 1]。
- 1940年（昭和15年）11月1日：北海道製糖磯分内工場専用側線を専用鉄道に変更[4][6][7]。
- 1970年（昭和45年）3月31日：日本甜菜製糖（←北海道製糖）磯分内工場を専用鉄道と共にホクレン農業協同組合連合会に売却[8]。
- 1982年（昭和57年）9月10日：貨物扱い廃止[9]。雪印乳業磯分内工場まで専用線が伸びており、工場で使用される石油や製品の貨物輸送を行っていた。
- 1984年（昭和59年）2月1日：荷物扱い廃止[10]。
- 1986年（昭和61年）11月1日：駅員配置終了[11]。簡易委託化。急行「しれとこ」が廃止され、当駅に停車する優等列車（しれとこ1号・4号）がなくなる。
- 1987年（昭和62年）4月1日：国鉄分割民営化により、JR北海道に継承[1]。
- 1992年（平成4年）4月1日：簡易委託廃止、完全無人化。

### 駅名の由来
所在地名より。標茶町・弟子屈町境を流れる釧路川支流磯分内川のアイヌ語名、「イソポウンナイ（isopo-un-nay）」（うさぎが・いる・沢）に由来する。

## 駅構造
単式ホーム1面1線の地上駅。旧上り本線が使われており、かつては下り本線（相対式ホーム）、副本線および貨物ホームを有していた。摩周駅管理の無人駅である。

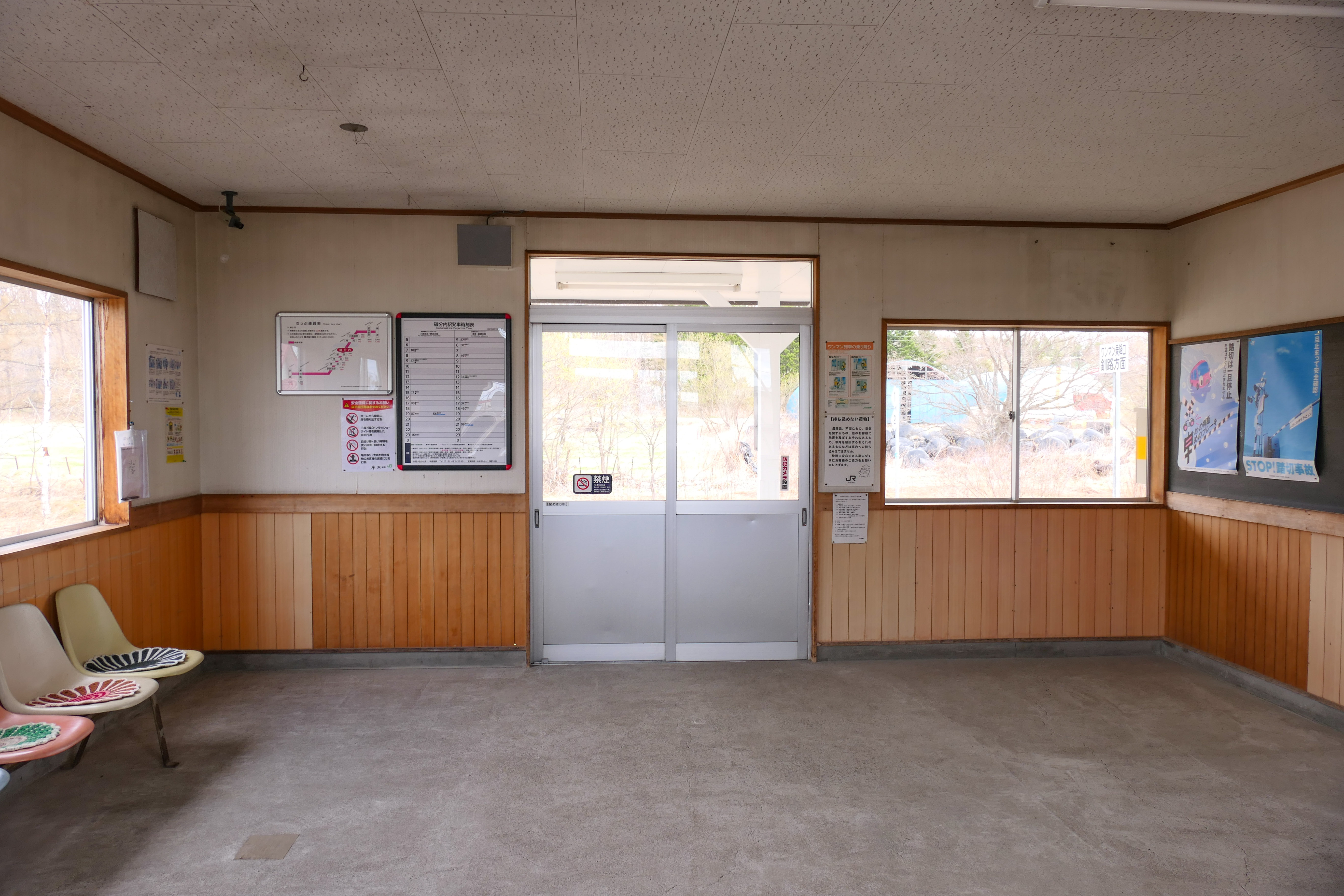
待合室（2021年5月）
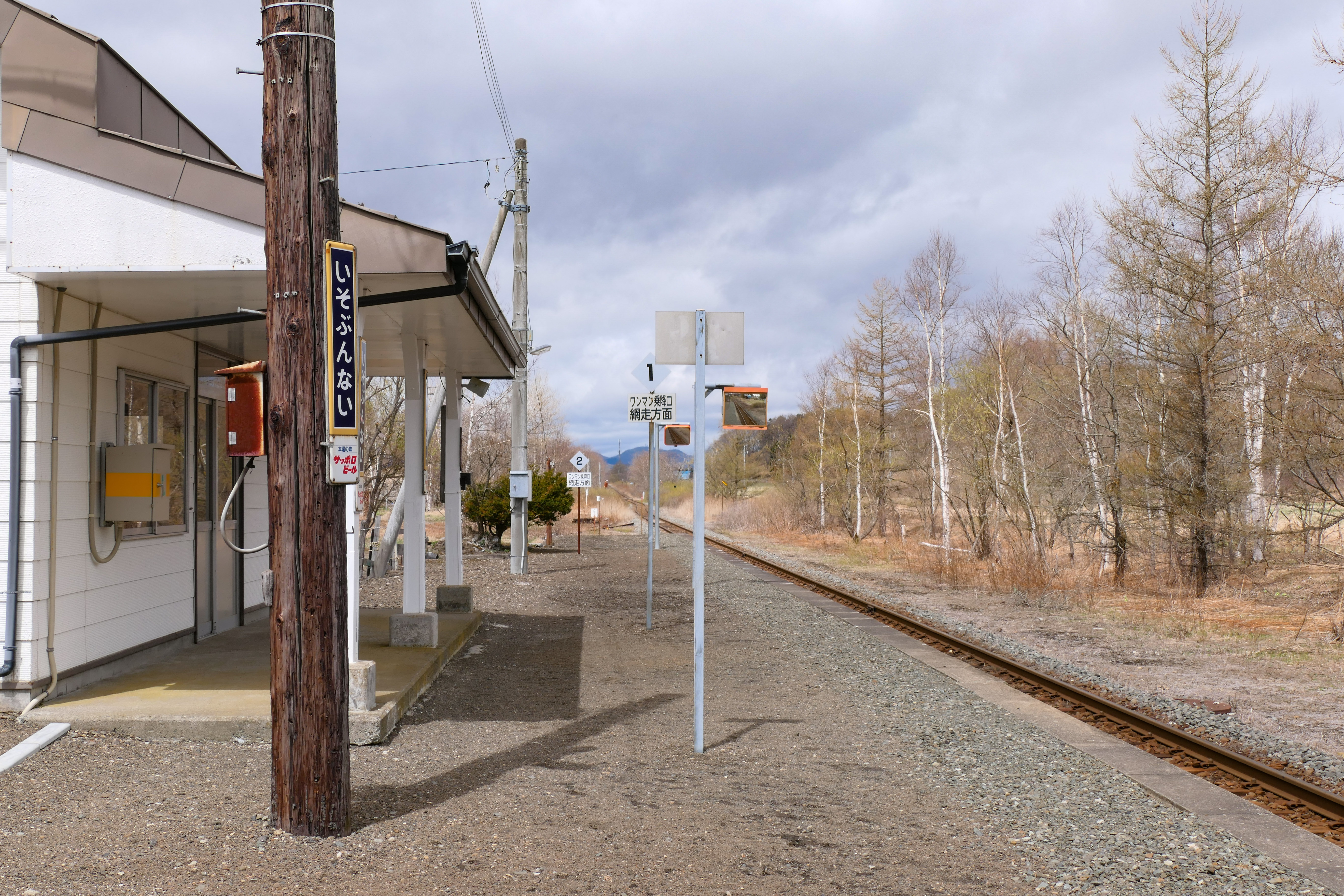
ホーム（2021年5月）
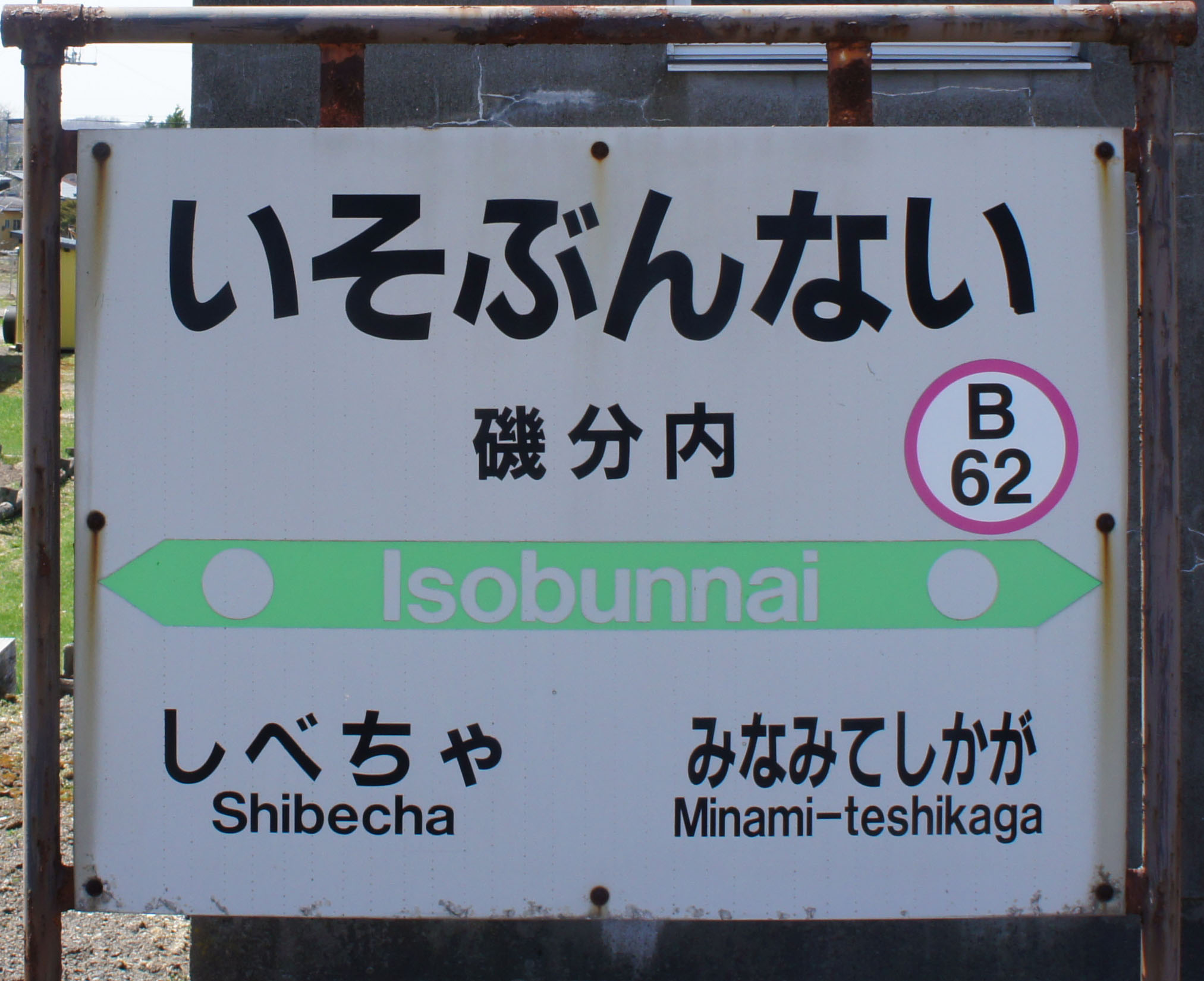
駅名標（2017年5月）

## 利用状況
乗車人員の推移は以下のとおり。年間の値のみ判明している年については、当該年度の日数で除した値を括弧書きで1日平均欄に示す。乗降人員のみが判明している場合は、1/2した値を括弧書きで記した。
また、「JR調査」については、当該の年度を最終年とする過去5年間の各調査日における平均である。
| 年度               | 乗車人員 | 乗車人員 | 乗車人員 | 出典       | 備考 |
| 年度               | 年間     | 1日平均  | JR調査   | 出典       | 備考 |
| ------------------ | -------- | -------- | -------- | ---------- | ---- |
| 1973年（昭和48年） | 44,106   | (120.8)  |          | [ 15 ]     |      |
| 1974年（昭和49年） | 46,660   | (127.8)  |          | [ 15 ]     |      |
| 1975年（昭和50年） | 43,623   | (119.2)  |          | [ 15 ]     |      |
| 1976年（昭和51年） | 44,469   | (121.8)  |          | [ 15 ]     |      |
| 1977年（昭和52年） | 42,830   | (117.3)  |          | [ 15 ]     |      |
| 1978年（昭和53年） | 41,320   | (113.2)  |          | [ 15 ]     |      |
| 1979年（昭和54年） | 38,073   | (104.0)  |          | [ 15 ]     |      |
| 1980年（昭和55年） | 33,662   | (92.2)   |          | [ 15 ]     |      |
| 1981年（昭和56年） | 29,065   | (79.6)   |          | [ 15 ]     |      |
| 1982年（昭和57年） | 31,744   | (87.0)   |          | [ 15 ]     |      |
| 1983年（昭和58年） | 32,465   | (88.7)   |          | [ 15 ]     |      |
| 1984年（昭和59年） | 34,277   | (93.9)   |          | [ 15 ]     |      |
| 1985年（昭和60年） | 34,310   | (94.0)   |          | [ 15 ]     |      |
| 1986年（昭和61年） | 31,755   | (87.0)   |          | [ 15 ]     |      |
| 1987年（昭和62年） | 20,075   | (58.8)   |          | [ 15 ]     |      |
| 1988年（昭和63年） | 17,202   | (47.1)   |          | [ 15 ]     |      |
| 1989年（平成元年） | 15,695   | (43.0)   |          | [ 15 ]     |      |
| 1990年（平成02年） | 12,284   | (33.7)   |          | [ 15 ]     |      |
| 1991年（平成03年） | 12,685   | (34.7)   |          | [ 15 ]     |      |
| 1992年（平成04年） | 11,785   | (32.3)   |          | [ 15 ]     |      |
| 1993年（平成05年） | 10,743   | (29.4)   |          | [ 15 ]     |      |
| 1994年（平成06年） | 8,395    | (23.0)   |          | [ 15 ]     |      |
| 1995年（平成07年） | 7,686    | (21.0)   |          | [ 15 ]     |      |
| 2016年（平成28年） |          |          | 7.0      | [ JR北 1 ] |      |
| 2017年（平成29年） |          |          | 6.4      | [ JR北 2 ] |      |
| 2018年（平成30年） |          |          | 6.4      | [ JR北 3 ] |      |
| 2019年（令和元年） |          |          | 6.6      | [ JR北 4 ] |      |
| 2020年（令和02年） |          |          | 5.6      | [ JR北 5 ] |      |
| 2021年（令和03年） |          |          | 5.8      | [ JR北 6 ] |      |
| 2022年（令和04年） |          |          | 6.8      | [ JR北 7 ] |      |
| 2023年（令和05年） |          |          | 6.0      | [ JR北 8 ] |      |

## 駅周辺
小さな集落がある。
- 北海道道424号磯分内停車場線
- 国道391号
- 標茶町磯分内酪農センター
- 弟子屈警察署磯分内駐在所
- 磯分内郵便局
- 標茶町立磯分内小学校
- 雪印メグミルク磯分内工場
- 標茶町有バス「駅前十字路」バス停[16]

## 隣の駅
北海道旅客鉄道（JR北海道）
■釧網本線
摩周駅 (B64) - *南弟子屈駅 (B63) - 磯分内駅 (B62) - 標茶駅 (B61)
*打消線は廃駅